# Нюеркерк
Нюеркерк (нід. Nieuwerkerk) — село в нідерландській провінції Зеландія. Входить до муніципалітету Схаувен-Дьойвеланд.
Його площа становить 17,81 км², а населення станом на 2021 рік складало 2 720 осіб.
До 1961 року мало статус окремого муніципалітету.

## Галерея

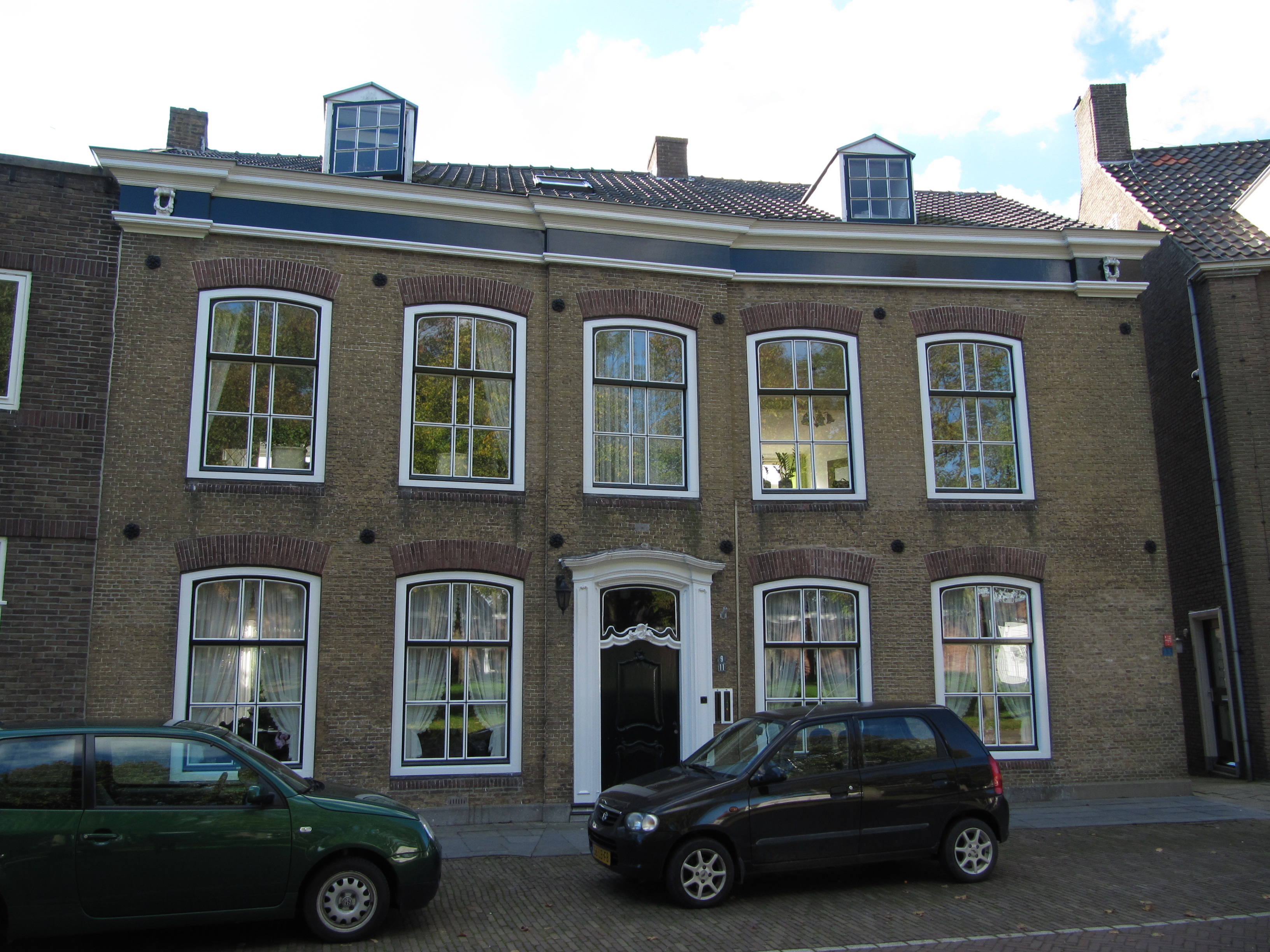
Забудова у Нюеркерку
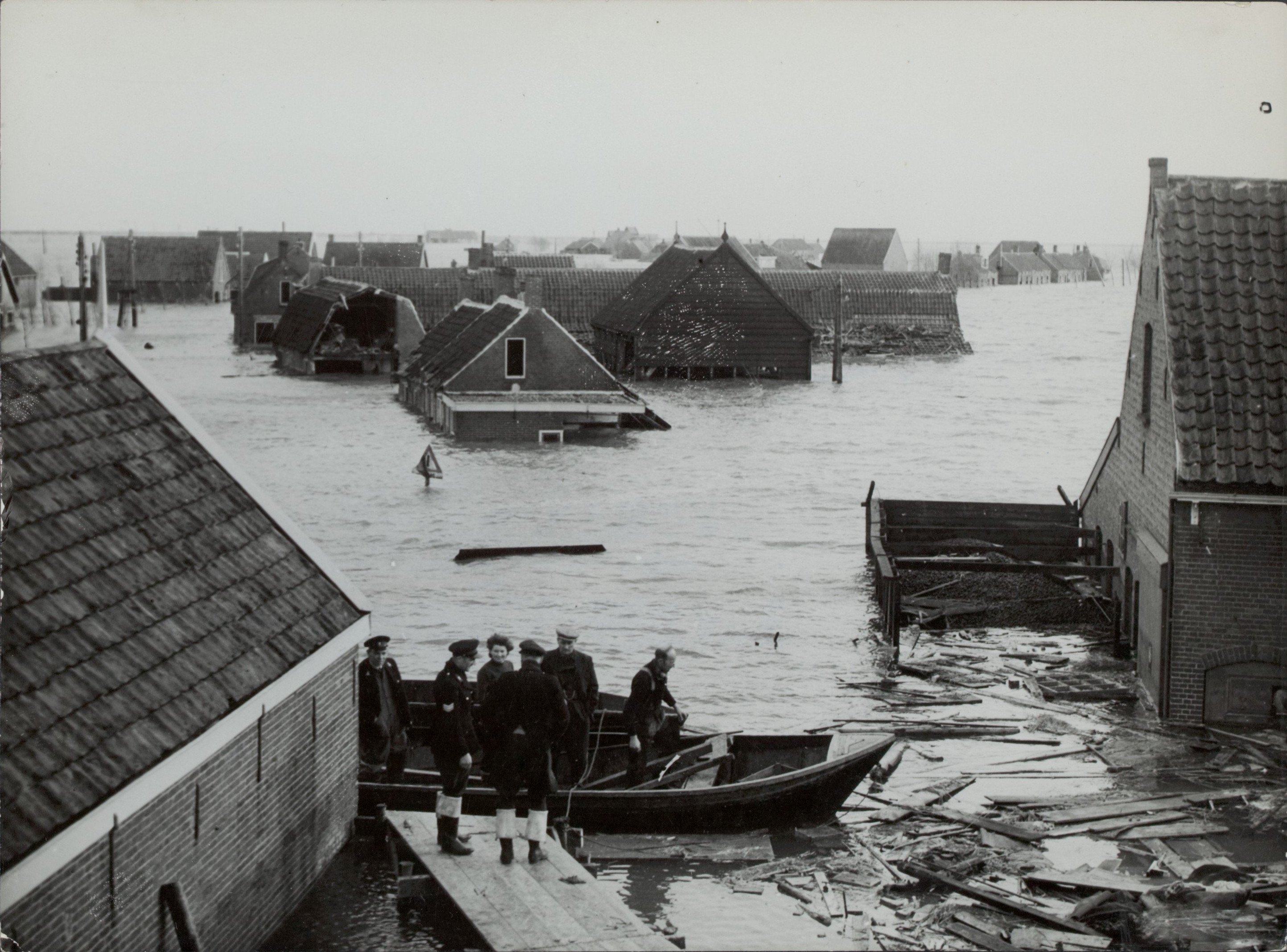
Нюеркерк після повіді 1953 року
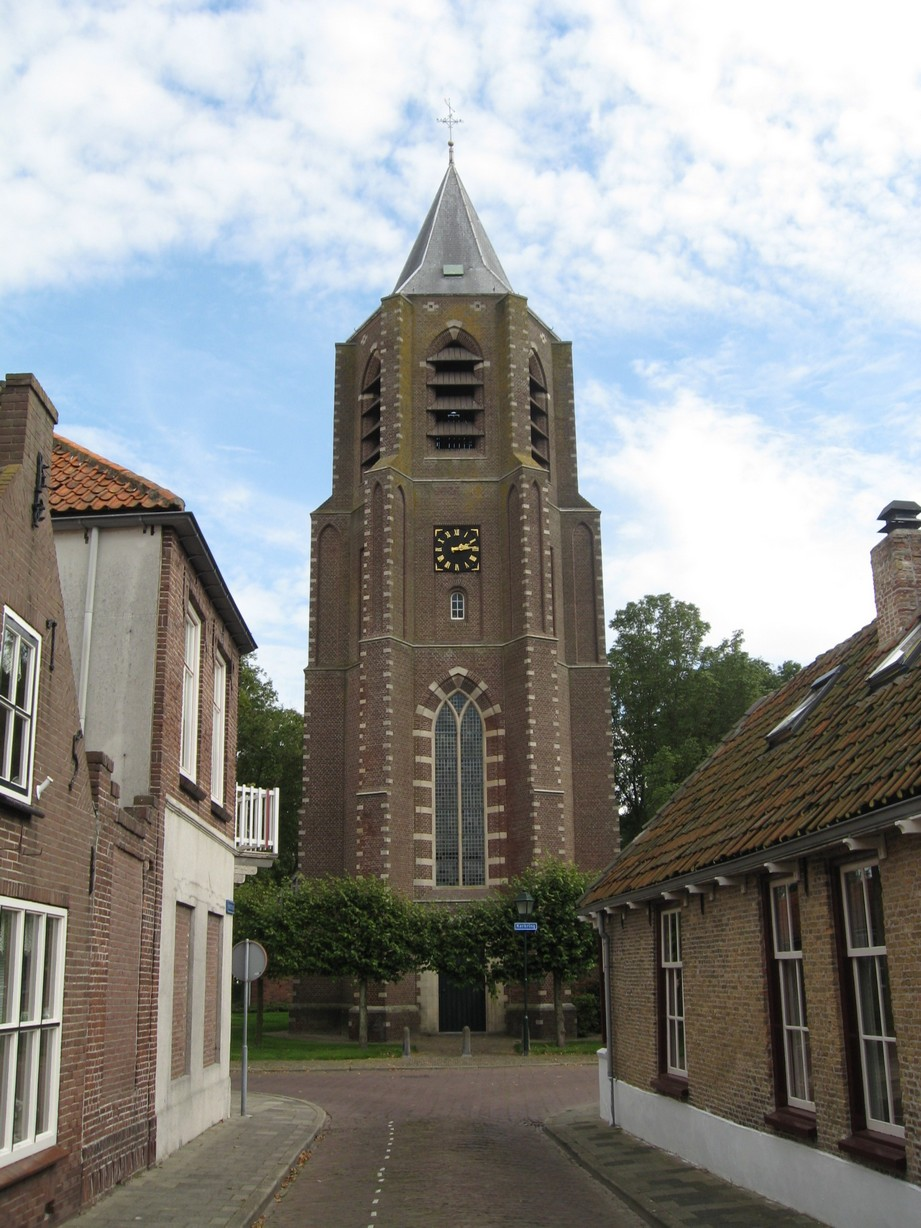
Реформистська церква
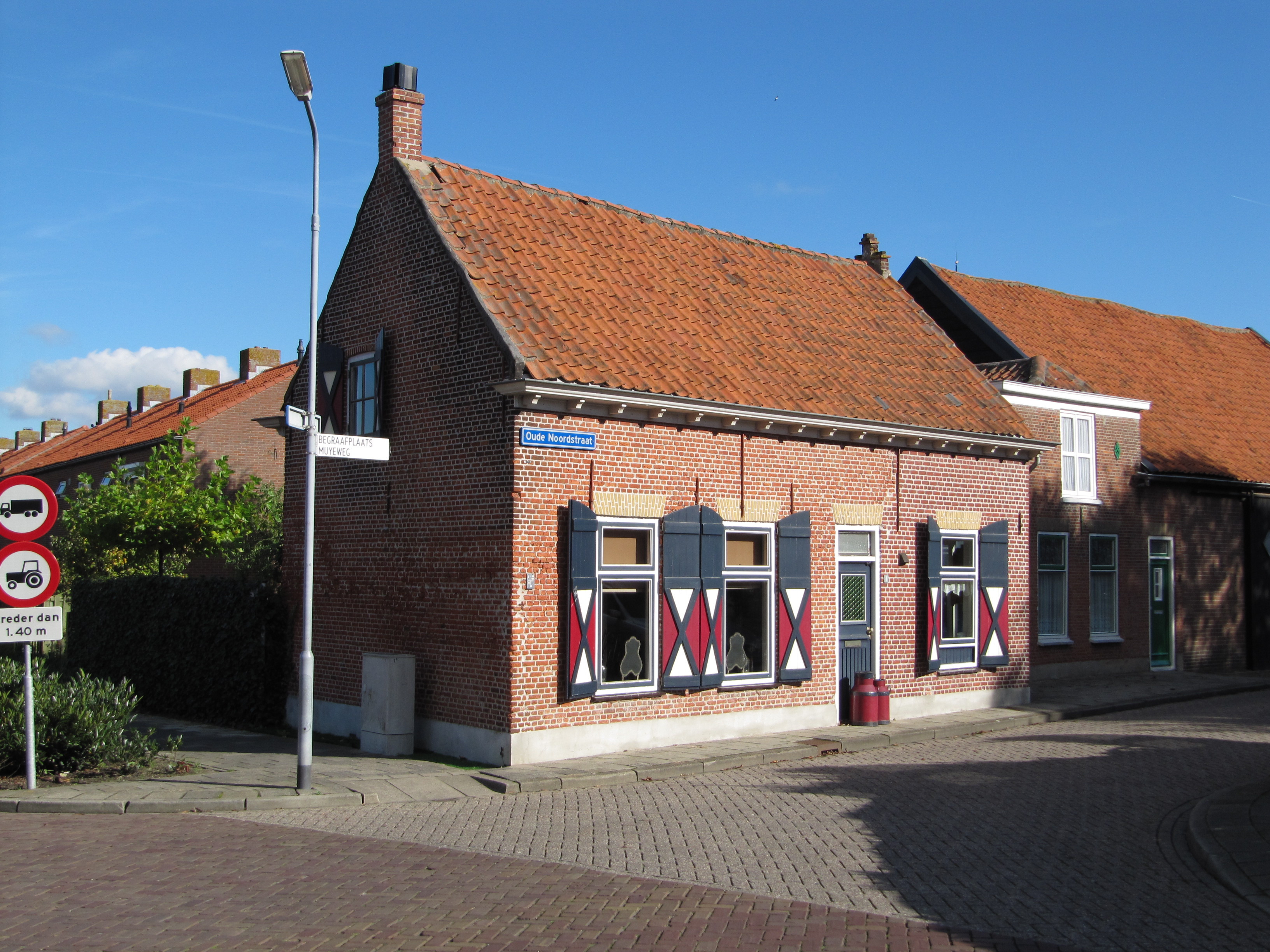
Будівля у Нюеркерку